# My Swisher Sweet, But My Sig Sauer
«My Swisher Sweet, But My Sig Sauer» — песня американского дуэта $uicideboy$ и американского рэпера Germ с мини-альбома DirtiestNastiest$uicide, выпущенная 2 декабря 2022 года на лейбле G*59 Records.

## Музыкальное видео
2 декабря 2022 года на YouTube было опубликовано лирик-видео, состоящий из кадров эпизода телешоу 1960-х годов True Adventure.

## Чарты
| Чарт (2022)                    | Высшая позиция |
| ------------------------------ | -------------- |
| Новая Зеландия (RMNZ)          | 15             |
| США Billboard Bubbling Hot 100 | 14             |